# Impasse d'Amsterdam
Ne doit pas être confondu avec rue d'Amsterdam (Paris).
L'impasse d'Amsterdam est une voie située dans le quartier de l'Europe du 8e arrondissement de Paris.

## Situation et accès
Elle débute 21, rue d'Amsterdam et se termine cours Paul-Ricard, où est situé le siège mondial de Pernod Ricard.
L'impasse d'Amsterdam est desservie par les lignes 3, 12, 13 et 14 à la station Saint-Lazare.

## Origine du nom

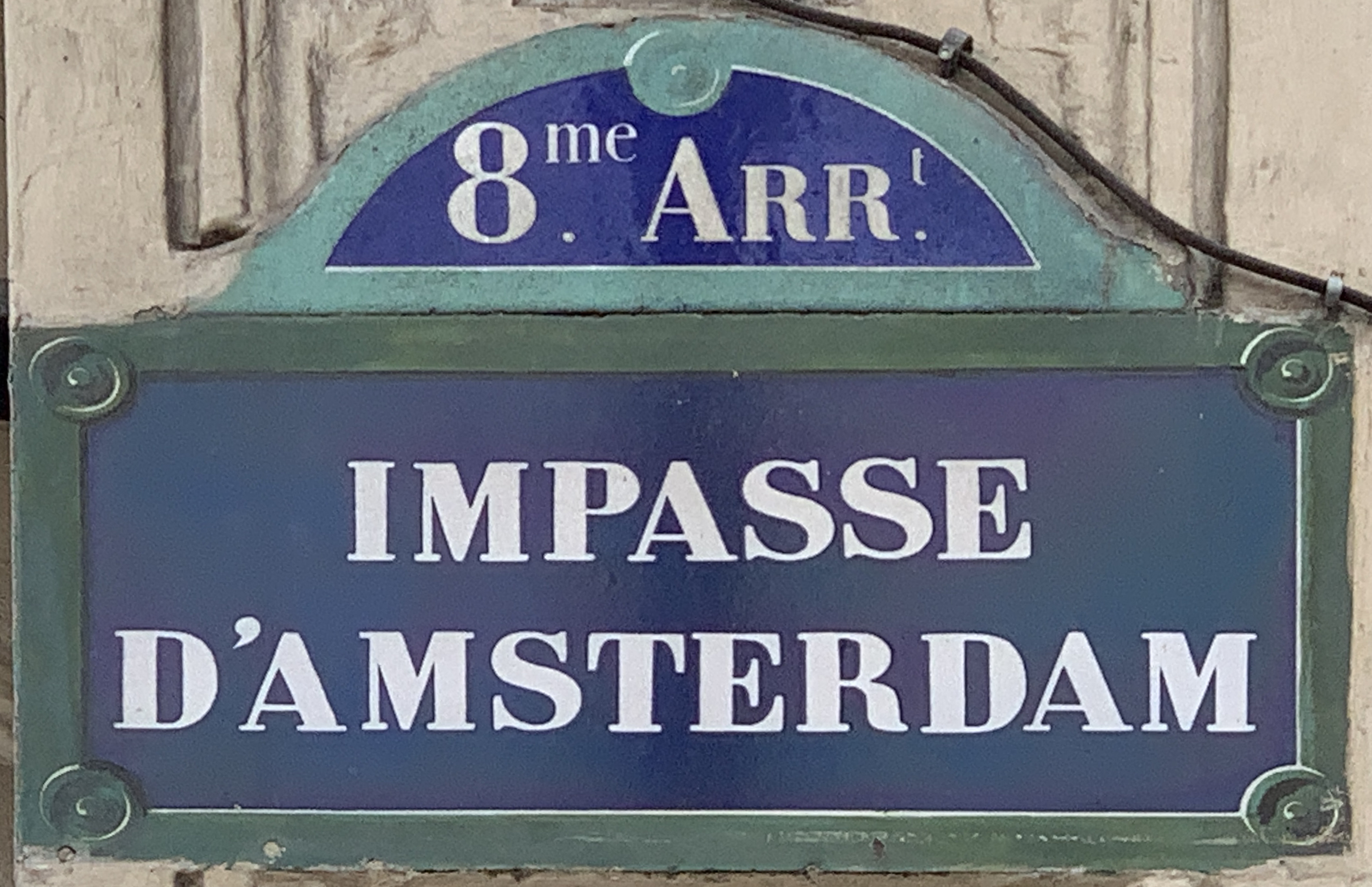
Plaque de la voie.

Elle est nommée en référence à la rue d'Amsterdam voisine,

## Historique
Une ordonnance royale du 24 juin 1831 autorisa Mme Hagerman, veuve de Jonas-Philip Hagerman, et les héritiers Mignon, à ouvrir, sur des terrains leur appartenant aux jardins de Tivoli, une nouvelle rue de 12 m de largeur allant du carrefour de Tivoli au point de rencontre des rues de Vienne, du Rocher et de la Bienfaisance. Cette voie, longue de 377 m, fut aussitôt ouverte et nommée rue de Stockholm d'après la ville de Stockholm, en raison de sa situation dans le quartier de l'Europe.
Lors de la construction de la gare Saint-Lazare en 1859, la rue de Stockholm est coupée en deux. La partie à l'est des voies prend le nom d'impasse de Stockholm[Information douteuse]. Afin d'éviter des confusions, cette impasse est renommée impasse d'Amsterdam en 1877.

## Bâtiments remarquables et lieux de mémoire
- L'impasse est perpendiculaire à la gare Saint-Lazare.
- Au bout de l'impasse se situe le siège mondial de Pernod Ricard